# 默尔施塔特
默尔施塔特是德国莱茵兰-普法尔茨州的一个市镇。总面积5.62平方公里，总人口904人，其中男性464人，女性440人（2011年12月31日），人口密度161人/平方公里。